# Henri Morez
Pour les articles homonymes, voir Morez (homonymie).
Henri Morez, pseudonyme de Henri Schinezer, ou Hers Askenasi est un peintre et dessinateur de presse français, né à Iași (Roumanie) en 1922 et mort à Paris en 2017,.

## Biographie
Henri Morez est né le 10 janvier 1922 à Iași, dans ce qui est désormais la Moldavie roumaine, à l’époque faisant partie de la Grande Roumanie, dans une famille juive très pauvre d’expression yiddish. Fuyant les persécutions, la famille émigre alors à Paris.
La famille s’installe à Paris. Le jeune Hers y apprend le français et découvre la peinture. Très jeune, il est repéré par Emmanuel Mané-Katz (1894-1962), originaire lui aussi d’Europe de l’Est. À ses côtés, dans son atelier de la rue Notre-Dame-des-Champs, il apprend le métier. Morez lui en sera redevable toute sa vie et dira par la suite : « mon vrai père, c’est lui ». Et par son entremise, il est accepté par le jury du Salon d'automne 1938 au Palais de Chaillot. C’est le plus jeune des exposants.
La guerre vient tout bouleverser. Réfugié dans l’Eure, le jeune peintre passe la guerre comme garçon de ferme, sous un faux nom. Dénoncée, sa famille est arrêtée et déportée et il ne la reverra plus.

### Dessin
En 1945, il se découvre une vocation graphique et commence à collaborer — à titre bénévole — à Jeune Combat, organe de rassemblement de la jeunesse juive et de la Main-d'œuvre immigrée, issu de la résistance.
L’année suivante, il commence sa carrière professionnelle d’illustrateur de presse. Il travaille pour la revue Droit et Liberté, journal diffusé par l'Union des Juifs pour la résistance et l'entraide. Clandestin pendant la guerre, le titre parait au grand jour à la Libération. Il se met tout d’abord au service de la presse du Parti communiste - La Vie ouvrière (à l’époque, premier hebdomadaire de France) et L'Humanité Dimanche. Krokodil, le journal satirique soviétique reprend même l’un de ses dessins.
Pendant plus de vingt ans, il illustre l’actualité avec humour pour Ici Paris, Paris Match, Jours de France, Le Figaro littéraire, Le Pèlerin, Notre temps, Panorama chrétien, Le Rire, Le Progrès de Lyon, L'Est républicain, Midi libre, Le Dauphiné libéré, France Dimanche, Elle…
En 1954, il reçoit le prix Carrizey du meilleur dessinateur humoristique. Dix ans plus tard, en décembre 1964, un recueil, Cocktail avec un trait de Morez, est publié chez Dupuis dans la collection Gag de poche, aux côtés de Boule et Bill, Lucky Luke et Gaston Lagaffe. Ses sujets préférés sont la vie quotidienne et ses petits tracas, les femmes, les enfants, la ville.

### Peinture
À la fin des années 1960, il revient à la peinture. « Dans sa peinture on soupçonne son premier métier. Elle est directe, simple, dépouillée, et les couleurs sont en dem-teintes pastel. Il simplifie les figures, les géométrise ou en fait des silhouettes d'ombres chinoises », il parvient à faire sa place dans le milieu parisien, en tant que peintre. Pour sa première grande exposition de peintures en 1968, il est accueilli chez Katia Granoff, qui avait œuvré auparavant à la reconnaissance de Chagall, Soutine, Utrillo ou encore Dufy.
De son atelier de la rue Notre-Dame-des-Champs, qui fut celui de Mané-Katz et d’Othon Friesz, il poursuit son travail tout aussi plastique qu’intérieur. En 1977, son épouse meurt des suites d’une longue maladie[réf. souhaitée].
Par la suite, son trait se fait plus épuré, ses angoisses existentielles plus présentes. Ses amis René Goscinny, Jean-Jacques Sempé ou Daniel Mayer, président de la Ligue des droits de l’homme, lui sont d’un grand secours. Albert Uderzo également, qui le soutiendra financièrement. Son œuvre peinte diffère sensiblement de ses dessins. Les formes très épurées, géométriques, à la limite de l’abstraction, la grande maîtrise du dégradé, ainsi que la taille, parfois immense, de ses toiles, renforcent ce sentiment de vertige et d’éternelle fuite, qu’il pense devoir à ses mois de cavale en Normandie pendant la guerre. Pour le magazine Elle, Morez fait preuve d’un « expressionnisme ironique ».
À la fin de sa vie, il rédige plusieurs ouvrages, dont A-fou-rismes (2013) et surtout L’air était saturé de peur (2015) qui retrace son enfance et surtout la guerre et la mort de sa famille.
Il meurt à Paris le 11 octobre 2017.

## Publications
- Cocktail avec un trait de Morez, éditeur Dupuis, collection Gag De Poche no 13 , 2002,
- A-Fou-rismes, Éditions Le Cherche midi, 2013,  (ISBN 978-2749130118),
- L'air était saturé de peur: le Juif qui parlait yiddish à l'oreille d'un nazi avec le concours d'Henriette Chardak Paris :Éditions Le Cherche midi, 2015,  (ISBN 978-2-7491-3465-9)[16].